# Biskupi nannińscy
Biskupi nannińscy – rzymskokatoliccy biskupi mający swoją stolicę biskupią w Nanningu, obecnie w Chińskiej Republice Ludowej. W Nanningu mieściła się stolica prefektury apostolskiej (1875 - 1914), wikariatu apostolskiego (1914 - 1946) i archidiecezji (1946 - nadal).

## Ordynariusze

### Prefekci apostolscy Kuangsi
- o. Louis Jolly MEP[a] (6 sierpnia 1875 – 10 listopada 1877)
- Pierre-Noël-Joseph Foucard MEP (13 sierpnia 1878 - 31 marca 1889)
- Jean-Benoît Chouzy MEP (21 sierpnia 1891 - 22 września 1899)
- Joseph-Marie Lavest MEP (26 kwietnia 1900 - 23 sierpnia 1910)
- Maurice-François Ducoeur MEP (22 grudnia 1910 - 6 czerwca 1914)

### Wikariusz apostolski Kuangsi
- Maurice-François Ducoeur MEP (6 czerwca 1914 - 3 grudnia 1924)

### Wikariusze apostolscy Nanningu
- Maurice-François Ducoeur MEP (3 grudnia 1924 - 10 czerwca 1929)
- Paulin-Joseph-Justin Albouy MEP (30 czerwca 1930 - 11 kwietnia 1946)

### Arcybiskupi nannińscy
- Paulin-Joseph-Justin Albouy MEP (11 kwietnia 1946 - 7 lutego 1954[b])
- sede vacante (być może urząd sprawował biskup(i) Kościoła podziemnego)
- Joseph Meng Ziwen[c] (1984 - 7 stycznia 2007)
- Joseph Tan Yanquan (7 stycznia 2007[d] - nadal)